# Glassnäckor
Glassnäckor (Vitrinidae) är en familj inom stammen blötdjur som tillhör klassen snäckor.
Glassnäckor hör till landlungsnäckorna och är landlevande.
Typsläkte för familjen är Vitrina.